# Zancheng
Zancheng (kinesiska: 赞城, 赞城镇) är en köping i Kina. Den ligger i provinsen Henan, i den centrala delen av landet, omkring 68 kilometer norr om provinshuvudstaden Zhengzhou.
Genomsnittlig årsnederbörd är 656 millimeter. Den regnigaste månaden är juli, med i genomsnitt 175 mm nederbörd, och den torraste är januari, med 3 mm nederbörd.